# Astolfo Dutra (ort)
Astolfo Dutra är en ort i Brasilien.   Den ligger i kommunen Astolfo Dutra och delstaten Minas Gerais, i den sydöstra delen av landet, 800 km sydost om huvudstaden Brasília. Astolfo Dutra ligger 256 meter över havet och antalet invånare är 10 999.
Terrängen runt Astolfo Dutra är huvudsakligen kuperad, men åt nordväst är den platt. Astolfo Dutra ligger nere i en dal. Närmaste större samhälle är Cataguases, 19,0 km öster om Astolfo Dutra.
Omgivningarna runt Astolfo Dutra är huvudsakligen savann. Runt Astolfo Dutra är det ganska tätbefolkat, med 83 invånare per kvadratkilometer.